# Frohnhofen (Reichelsheim)
Frohnhofen ist von der Fläche und Einwohnerzahl der kleinste Ortsteil der Gemeinde  Reichelsheim im südhessischen Odenwaldkreis.

## Geographie
Der Weiler Frohnhofen besteht aus einer Gehöftgruppe. Er liegt im Buntsandsteingebiet des Odenwaldes am Ende des oberen Gersprenztals, ca. 11 km nordwestlich  von Erbach und einen Kilometer südöstlich des Hauptortes auf 208–225 m über NHN. Durch den Weiler fließt der Frohnbach der unmittelbar nördlich der Ortslage in den Mergbach mündet. Dieser bildet zusammen mit dem Osterbach im Ortsteil Bockenrod die Gersprenz. Der Ortsteil Frohnhofen wird begrenzt durch die 132,7 Hektar umfassenden Gemarkung Frohnhofen.
An den Ortsteil Frohnhofen grenzen, vom Norden beginnend, im Uhrzeigersinn, die Kerngemeinde Reichelsheim und deren Ortsteile Bockenrod, Unter-Ostern und Gumpen. Von den am nördlichen Ortsrand verlaufen Bundesstraßen 38 und 47, die hier eine gemeinsamen Trasse nutzen, führt eine Stichstraße in den Weiler. Zweihundert Meter östlich davon zweigt die Landesstraße 3105 Richtung Unter-Ostern ab.

## Geschichte

### Ortsgeschichte
Die älteste erhaltene Erwähnung des Ortes stammt von 1307, als Eberhard Schenk von Erbach und Eberhard Rauch, Schenk Johannes Sohn, sich über den gemeinschaftlichen Besitz der „Burg Richenburg“ und der dazugehörigen Güter verglichen. In erhaltenen Urkunden wurde Frohnhofen unter den folgenden Ortsnamen erwähnt (in Klammern das Jahr der Erwähnung): Fronhoffen (1307), Vronhoue (1321), Fronehoven (1324), Fronhofen (1443) und Fronhoffen (16. Jahrhundert).
Frohnhofen gehörte zum Amt Reichenberg der Grafschaft Erbach, die mit der Mediatisierung 1806 Teil des Großherzogtums Hessen wurde. Ab 1822 gehörte Frohnhofen zum Landratsbezirk Erbach, ab 1852 zum Kreis Lindenfels, ab 1874 zum Kreis Erbach (ab 1939: „Landkreis Erbach“), der – mit leichten Grenzberichtigungen – seit 1972 Odenwaldkreis heißt. Nach Auflösung des Amtes Erbach 1822 nahm die erstinstanzliche Rechtsprechung für Frohnhofen das Landgericht Michelstadt wahr, ab 1853 das Landgericht Fürth und ab 1879 das Amtsgericht Fürth.
Hessische Gebietsreform (1970–1977)
Zum 1. Februar 1971 gliederte sich Frohnhofen im Zuge der Gebietsreform in Hessen auf freiwilliger Basis in die Gemeinde Reichelsheim i. Odw. ein. Für Frohnhofen wurde kein Ortsbezirk errichtet.

### Verwaltungsgeschichte im Überblick
Die folgende Liste zeigt die Staaten und Verwaltungseinheiten, denen Frohnhofen angehört(e):
- vor 1718: Heiliges Römisches Reich, Grafschaft Erbach, Amt Reichenberg
- ab 1718: Heiliges Römisches Reich, Grafschaft Erbach-Erbach, Anteil an der Grafschaft Erbach, Amt Reichenberg
- ab 1806: Großherzogtum Hessen (Souveränitätslande),[Anm. 2] Souveränitätslande, Fürstentum Starkenburg, Amt Reichenberg (Standesherrschaft Erbach)
- ab 1815: Großherzogtum Hessen[Anm. 3] (Souveränitätslande), Provinz Starkenburg, Amt Reichenberg
- ab 1822: Großherzogtum Hessen, Provinz Starkenburg, Landratsbezirk Erbach[Anm. 4]
- ab 1848: Großherzogtum Hessen, Regierungsbezirk Erbach
- ab 1852: Großherzogtum Hessen, Provinz Starkenburg, Kreis Lindenfels
- ab 1867: Großherzogtum Hessen, Provinz Starkenburg, Kreis Erbach
- ab 1871: Deutsches Reich,[Anm. 5] Großherzogtum Hessen, Provinz Starkenburg, Kreis Erbach
- ab 1874: Deutsches Reich, Großherzogtum Hessen, Provinz Starkenburg, Kreis Erbach
- ab 1918: Deutsches Reich, Volksstaat Hessen,[Anm. 6] Provinz Starkenburg, Kreis Erbach
- ab 1938: Deutsches Reich, Volksstaat Hessen, Landkreis Erbach[10][Anm. 7]
- ab 1945: Deutsches Reich, Amerikanische Besatzungszone,[Anm. 8] Groß-Hessen, Regierungsbezirk Darmstadt, Landkreis Erbach
- ab 1946: Deutsches Reich, Amerikanische Besatzungszone, Land Hessen, Regierungsbezirk Darmstadt, Landkreis Erbach
- ab 1949: Bundesrepublik Deutschland, Land Hessen, Regierungsbezirk Darmstadt, Landkreis Erbach
- ab 1971: Bundesrepublik Deutschland, Land Hessen, Regierungsbezirk Darmstadt, Landkreis Erbach, Gemeinde Reichelsheim[Anm. 9]
- ab 1972: Bundesrepublik Deutschland, Land Hessen, Regierungsbezirk Darmstadt, Odenwaldkreis, Gemeinde Reichelsheim

## Bevölkerung

### Einwohnerentwicklung
- 1961: 31 evangelische (= 70,45 %), 13 katholische (= 29,55 %) Einwohner[4]

| Frohnhofen: Einwohnerzahlen von 1829 bis 2011 | Frohnhofen: Einwohnerzahlen von 1829 bis 2011 | Frohnhofen: Einwohnerzahlen von 1829 bis 2011 | Frohnhofen: Einwohnerzahlen von 1829 bis 2011 | Frohnhofen: Einwohnerzahlen von 1829 bis 2011 |
| --- | --------------------------------------------- | --------------------------------------------- | --------------------------------------------- | --------------------------------------------- |
| Jahr |                                               |                                               |                                               | Einwohner                                     |
| 1829 | 1829                                          |                                               | 42                                            | 42                                            |
| 1834 | 1834                                          |                                               | 36                                            | 36                                            |
| 1840 | 1840                                          |                                               | 34                                            | 34                                            |
| 1846 | 1846                                          |                                               | 41                                            | 41                                            |
| 1852 | 1852                                          |                                               | 45                                            | 45                                            |
| 1858 | 1858                                          |                                               | 43                                            | 43                                            |
| 1864 | 1864                                          |                                               | 39                                            | 39                                            |
| 1871 | 1871                                          |                                               | 35                                            | 35                                            |
| 1875 | 1875                                          |                                               | 39                                            | 39                                            |
| 1885 | 1885                                          |                                               | 41                                            | 41                                            |
| 1895 | 1895                                          |                                               | 43                                            | 43                                            |
| 1905 | 1905                                          |                                               | 29                                            | 29                                            |
| 1910 | 1910                                          |                                               | 36                                            | 36                                            |
| 1925 | 1925                                          |                                               | 44                                            | 44                                            |
| 1939 | 1939                                          |                                               | 33                                            | 33                                            |
| 1946 | 1946                                          |                                               | 59                                            | 59                                            |
| 1950 | 1950                                          |                                               | 62                                            | 62                                            |
| 1956 | 1956                                          |                                               | 49                                            | 49                                            |
| 1961 | 1961                                          |                                               | 44                                            | 44                                            |
| 1967 | 1967                                          |                                               | 36                                            | 36                                            |
| 1970 | 1970                                          |                                               | 35                                            | 35                                            |
| 1980 | 1980                                          |                                               | ?                                             | ?                                             |
| 1990 | 1990                                          |                                               | ?                                             | ?                                             |
| 2000 | 2000                                          |                                               | ?                                             | ?                                             |
| 2011 | 2011                                          |                                               | 21                                            | 21                                            |
| Datenquelle: Historisches Gemeindeverzeichnis für Hessen: Die Bevölkerung der Gemeinden 1834 bis 1967. Wiesbaden: Hessisches Statistisches Landesamt, 1968. Weitere Quellen: LAIS; Zensus 2011 |                                               |                                               |                                               |                                               |

### Einwohnerstruktur 2011
Nach den Erhebungen des Zensus 2011 lebten am Stichtag dem 9. Mai 2011 in Frohnhofen 21 Einwohner. Darunter waren keine Ausländer.
Nach dem Lebensalter waren keine Einwohner unter 18 Jahren, 15 zwischen 18 und 49, 3 zwischen 50 und 64 und 3 Einwohner waren älter.
Die Einwohner lebten in 9 Haushalten. Davon waren keine Singlehaushalte, 3 Paare ohne Kinder und 3 Paare mit Kindern, sowie keine Alleinerziehende und keine Wohngemeinschaften. In keinem Haushalt lebten ausschließlich Senioren und in 6 Haushaltungen lebten keine Senioren.